# Ljuboseevka

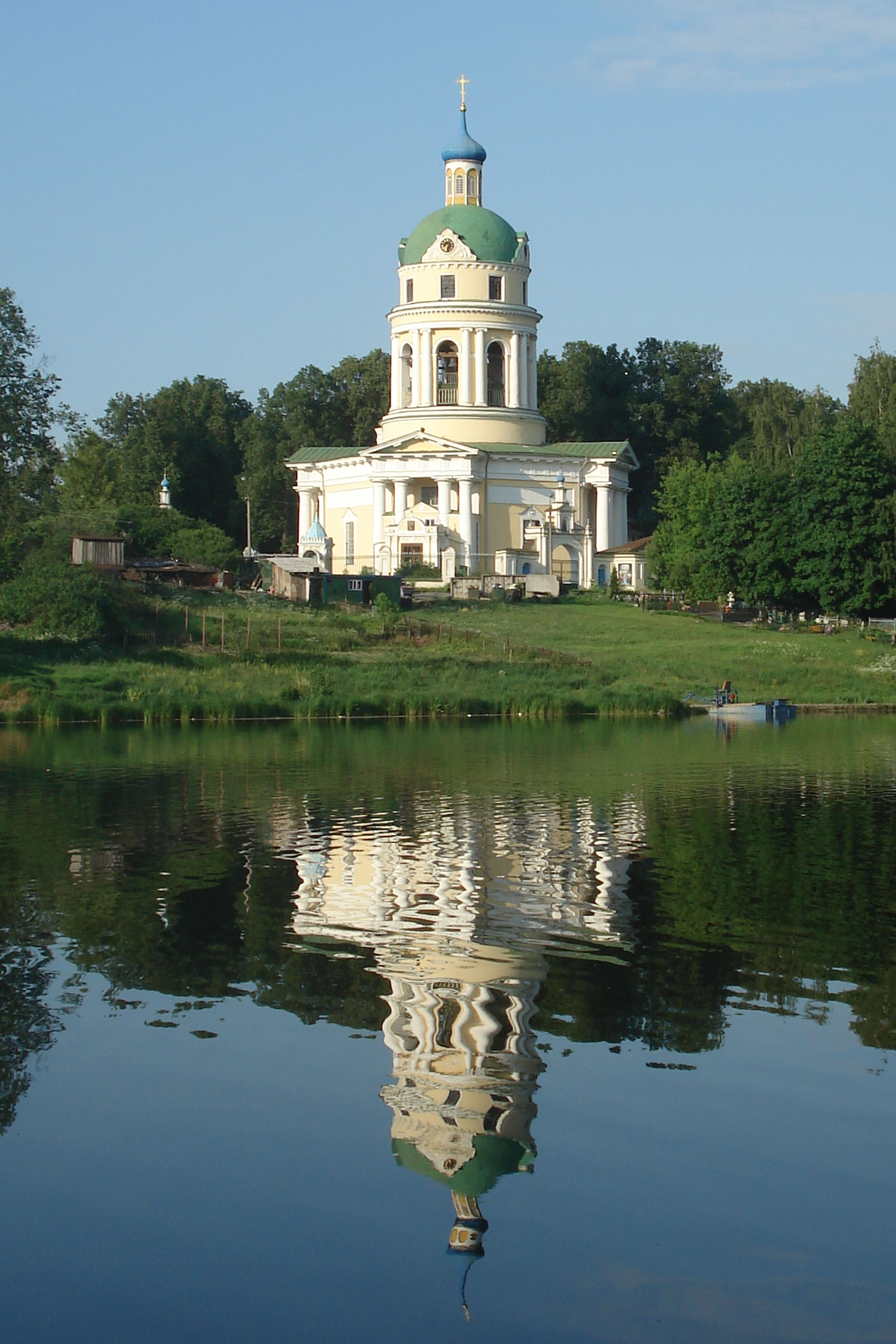
La chiesa di San Nicola. Stagni Barskije sul fiume Ljuboseevka

La Ljuboseevka (in russo Любосе́евка?), anche Ljubaseevka (Любасеевка), è un fiume della Russia europea occidentale, affluente di destra del Vorja. 
Nasce nei pressi della cittadina di Frjazino che attraversa. (Il fiume è raffigurato simbolicamente sullo stemma e sulla bandiera della città di Frjazino). Scorre in direzione est e tocca alcuni insediamenti rurali nel distretto Ščëlkovskij. Sfocia nella Vorja a 11 km dalla foce. Ha una lunghezza di 12-15 km, il suo bacino è di 71,2 km².
Il fiume è gelato nei mesi che vanno da dicembre a fine marzo.